# Tadeusz Vogel
Tadeusz Vogel (ur. 1956, zm. 7 lipca 2019) – polski hokeista, trener hokejowy.

## Życiorys
Występował w Podhalu Nowy Targ. W połowie 1976 został zawodnikiem Stali Sanok przed inauguracyjnym sezonem 1976/1977 tej drużyny w I lidze. W sezonie został trzecim strzelcem drużyny zdobywając 14 goli. W trakcie sezonu II ligi edycji 1978/1979 w styczniu 1978 został ukarany przez zarząd ZKS Stal Sanok dyskwalifikacją na okres pół roku za naruszenie etyki sportowca. Po sezonie 1980/1981 przerwał karierę i wyjechał do Stanów Zjednoczonych.
Jesienią 1987 został trenerem drużyny juniorskiej Stali Sanok, występującej w Centralnej Lidze Juniorów. Wśród jego wychowanków był m.in. Robert Brejta. 28 grudnia 2002 wystąpił w meczu charytatywnym byłych i aktualnych zawodników sanockiego klubu.
Zmarł 7 lipca 2019, pochowany na starym cmentarzu w Nowym Targu.
Jego brat Stanisław (1954-2011) także został hokeistą i również występował w Stali Sanok.